# 歌仙村
歌仙村（かせんむら）は愛媛県野間郡のち越智郡にあった村である。1925年（大正14年）に西に隣接する菊間町との1町1村の合併により、菊間町となり、自治体としては消滅した。菊間町は平成の大合併で今治市となり、現在に至っている。

## 地理
現在の今治市の西部。高縄半島、菊間川の中上流域の山村。菊間川に沿ってわずかに平地が開けているものの大半は山地。西を菊間川とその両岸の平地で菊間町に、北を丘陵地を境に亀岡村と接している。東や南の背後は300 - 400mの山々で温泉郡立岩村や竜岡村、小西村に接している。
村名の由来
当村内にある名滝「歌仙滝」（歌仙ノ滝と書くこともある）にちなむもの。歌仙ノ滝は上下二段に和漢れ、小屈曲と合わせると36曲あり、三十六歌仙に見立てたものとされる。なお、命名は松山藩主・松平定直によるものと伝えられる。
川
菊間川、高田川
山
長者森、岩が森

## 社会

### 地域・集落
合併前の旧6村の名をそのまま大字として継承した。合併し菊間町になっても継承された。
中川（なかのかわ）、川上（かわかみ）、河之内（かわのうち）、松尾（まつお）、高田（こうだ）、池原（いけのはら）
なお、現在、今治市になってからの地名表記は「菊間町」に旧の大字を続ける。大字は付かない。
例　今治市菊間町中川
菊間川とその支流に沿って小規模ながら水田が広がり、集落が点在している。

### 行政
役所
当初、大字松尾に設置。1909年（明治42年）に大字池原に移転。
歴代村長

### 人口
- 1904年（明治37年）　418戸、2263人
- 1921年（大正10年）　342戸、1858人
- 合併時（1925年（大正14年））　373戸世帯、1815人

### 学校
松尾尋常小学校→歌仙尋常小学校→太平洋戦争の前後の時期に幾たびかの改称を経て歌仙小学校。1992年統合により、閉校。

## 歴史

### 略史
藩政期
松山藩に所属。
明治以降
- 1890年（明治23年） - 松尾尋常小学校を歌仙尋常小学校と改称。
- 1893年（明治26年） - 台風による水害で役場・小学校・駐在所など流失。復旧後の小学校の位置をめぐり紛争発生、郡役所に持ち込まれる。
- 1897年（明治30年） - 郡長の決裁にて小学校の位置決まる。2年後の明治32年新校舎落成。
- 1909年（明治42年） - 役場を大字池原に移転。
- 1922年（大正11年） - 農業補習学校開設。

### 自体としての沿革
- 1889年（明治22年） 12月15日 - 町村制施行により、中川、川上、河之内、松尾、高田、池原の6か村が合併して、野間郡歌仙村発足。役場を大字松尾におく。
- 1897年（明治30年）4月1日 - 野間郡が越智郡に統合される。以後、越智郡に所属。
- 1925年（大正14年）4月1日 - 菊間町と合併、自治体としての歴史を閉じる。

```
歌仙村の系譜
（町村制実施以前の村）　（明治期）　　　　　　（昭和の合併）　　　（平成の合併）
　　　　　　　　　　　　町村制施行時　　　　　　　
浜　　　━━━┓　　　　　　　　　あ　　　い　　う
長坂　　━━━╋━━━菊間村━━━菊間町━━┳━━┳━━━━━━━┓
西山　　━━━┛　　　　　　　　　　　　　　┃　　┃　　　　　　　┃
池原　　━━━┓　　　　　　　　　　　　　　┃　　┃　　　　　　　┃
高田　　━━━┫　　　　　　　　　　　　　　┃　　┃　　　　　　　┃
松尾　　━━━┫　　　　　　　　　　　　　　┃　　┃　　　　　　　┃
河之内　━━━╋━━━歌仙村━━━━━━━━┛　　┃　　　　　　　┃
川上　　━━━┫　　　　　　　　　　　　　　　　　┃　　　　　　　┃
中川　　━━━┛　　　　　　　　　　　　　　　　　┃　　　　　　　┃
佐方　　━━━┓　　　　　　　　　　　　　　　　　┃　　　　　　　┃
　　　　　　　┣━━━亀岡村━━━━━━━━━━━┛　　　　　　　┃
種　　　━━━┛　　　　　　　　　　　　　　　　　　　　　　　　　┃え
　　　　　　　　　　　　　　　　　　　　　　　　　　　　今治市━━╋━━今治市
　　　　　　　　　　　　　　　　　　　　　　　　　　　　朝倉村━━┫
　　　　　　　　　　　　　　　　　　　　　　　　　　　　玉川町━━┫
　　　　　　　　　　　　　　　　　　　　　　　　　　　　波方町━━┫
　　　　　　　　　　　　　　　　　　　　　　　　　　　　大西町━━┫
　　　　　　　　　　　　　　　　　　　　　　　　　　　　吉海村━━┫
　　　　　　　　　　　　　　　　　　　　　　　　　　　　宮窪町━━┫
　　　　　　　　　　　　　　　　　　　　　　　　　　　　伯方町━━┫
　　　　　　　　　　　　　　　　　　　　　　　　　　　　上浦町━━┫
　　　　　　　　　　　　　　　　　　　　　　　　　　　　大三島町━┫
　　　　　　　　　　　　　　　　　　　　　　　　　　　　関前村━━┛
　　　　　　　　　　　　　　　　　　　　　　　　　　　　　　　　　　
あ – 明治41年1月1日　町制施行
い - 大正14年4月1日　合体
う – 昭和30年3月31日　合体
え – 平成17年1月16日　新設合併、新・今治市発足

（注記）今治市以下の市町村の合併以前の系譜はそれぞれの市・町・村の記事を参照のこと。

```

## 産業
農業中心。柑橘は他地域よりも早く明治30年代後半に導入されたが、産業として発展していくのは時期が下がり菊間町になってからの昭和40年代以降になる。歌仙ダムはもともと柑橘園地への灌漑に菊間町が計画し愛媛県により整備された（1974年（昭和49年）完成）。

## 交通
鉄道は通っていない。最寄駅の国鉄菊間駅は1925年（大正14年）6月開業と当村が同年4月に菊間町になった直後の開業である。道路としては菊間町に通じる道路が幹線である。なお、現在は旧大西町から旧亀岡村を通って菊間町歌仙地域まで広域農道が通じている。